# Model-driven architecture
L'arquitectura dirigida pels models de domini o, en anglès, la Model-driven architecture (MDA™) és un enfocament del disseny de programari, proposada i mantinguda per l'OMG. Es tracta d'una variant concreta de l'enginyeria dirigida pels models (IDM o MDE en el cas de l'anglès Model Driven Engineering). Hi ha desenvolupades altres variants de l'IDM, per exemple per Microsoft (DSL Tools).
El principi bàsic de l'MDA, és l'elaboració de models independents de la plataforma (Platform Independent Model, PIM) i la seva transformació a models dependents de la plataforma (Platform Specific Model, PSM) per obtenir la implementació pròpia del sistema. Per tant, les tècniques emprades són les de la modelització i la transformació de models, principalment.
La transformació de PIM a PSM es fa amb el suport d'eines automàtiques, per exemple, les transformacions de models realitzats amb útils com VIATRA o ATL Arxivat 2006-04-11 a Wayback Machine.. Aquests llenguatges de transformació són més o menys compatibles amb l'estàndard de l'OMG anomenat QVT.
El pas del PSM a la generació de codi és la conseqüència lògica d'aquest tractament. Pot ser realitzada per generadors capaços de transformar a qualsevol de les tecnologies requerides.
Actualment, les tasques al voltant de l'MDA tendeixen a enfortir les directrius dels models i metamodels, amb la utilització de metadades.